# Chalencon (Haute-Loire)
 (juillet 2014).
Si vous disposez d'ouvrages ou d'articles de référence ou si vous connaissez des sites web de qualité traitant du thème abordé ici, merci de compléter l'article en donnant les références utiles à sa vérifiabilité et en les liant à la section « Notes et références ».
Pour les articles homonymes, voir Chalencon (homonymie).
Chalencon est un hameau qui appartient à la commune de Saint-André-de-Chalencon, dans la Haute-Loire. Ce bourg médiéval est perché à 666 m d’altitude, sur un promontoire rocheux déterminé par une sinuosité de la rivière l’Ance.

## Histoire
Le bourg fait son apparition sous le règne de Philippe Ier, entre 1021 et 1047, d’abord sous l’autorité et la juridiction des abbés du Monastier-sur-Gazeille et de Chamalières, puis en tant que siège de la baronnie des Chalencon. Par sa situation, et par ses ponts au-dessus de l’Ance, le bourg est à l’époque féodale un important lieu de passage, et ses seigneurs, disposant de caravanes de mulets, pratiquaient le commerce de marchandises entre le Velay et la vallée du Rhône. En 1349, lorsque Guillaume II épousa Walpurge de Polignac, la famille de Chalencon s’allia à la puissante maison des Polignac, la maison de Chalencon cessant alors d’exister en tant que telle. 
Bien qu’appartenant à la paroisse de Saint-André-de-Chalencon depuis 1644, les habitants de Chalencon disposent à partir de la fin du XVIIe siècle d’un chapelain habilité à pratiquer une partie du culte. Le dernier chapelain disparut cependant en 1751, et la chapelle fut vendue aux habitants de Chalencon au début du XIXe siècle.
Comptant encore 258 habitants en 1820, le village cependant se dépeupla progressivement. Une association, les Habitants de Chalencon, regroupant des personnes originaires du lieu et des personnes extérieures séduites par le site, s’efforce de renverser cette tendance en restaurant et reconstruisant les bâtiments, dans le respect de la spécificité architecturale du lieu, tout en renforçant la viabilité du village. À l’heure actuelle[Quand ?], 25 maisons ont été remises en état et sont habitées. Depuis 1982, Chalencon se trouve au milieu d’un site protégé de 25 hectares.

## Lieux et monuments

### Château
Les vestiges du château consistent en trois terrasses de niveau différent, dont l’une, située à l’ouest, surplombe le village. Il reste peu de choses des anciens bâtiments et murailles : hormis le svelte donjon circulaire, restauré, au sommet crénelé, subsistent encore deux tourelles d’angle, en partie reconstruites au début du XXe siècle et quelques fenêtres de la fin du XIIIe siècle. Le château fut définitivement abandonné aux alentours de 1600. Il est inscrit à l’inventaire des monuments historiques depuis 1913.

### Chapelle
La chapelle, qui fut accolée au château au début du XIe siècle, servit aux villageois de lieu de culte jusqu’au milieu du XVIIIe siècle . L'abside, voûtée en cul-de-four, autrefois sans doute ornée de fresques, est délimitée par cinq arcades en plein-cintre, dont l’une, dans la face méridionale, est percée d’une fenêtre gothique géminée du XVe siècle, avec rose quadrilobée. Les arcades viennent s’appuyer sur des colonnettes au chapiteau feuillagé, dont deux manquent. À la fin du XVIIe siècle, la voûte primitive, écroulée, fut remplacée par un plafond lambrissé subdivisé en une myriade de petits caissons blancs décorés de dessins de fleurons et de monogrammes. La cloche suspendue dans le campenard porte la date de 1499.
|  |  |  |

### La Préfecture
Situé un peu à l’écart du village, au nord, l’imposant bâtiment dénommé la Préfecture était probablement rattaché au château et servait de maison du bailli ou de prévôté. Son édification s’échelonnerait du XIIIe au XVe siècle. Restaurée et reconstruite, elle se signale par de grandes baies à meneau et par une cheminée à l’âtre romane, mais sa cheminée romane à mitre s’est ruinée avant que les travaux de restauration aient pu la sauvegarder.

### Pont du Diable

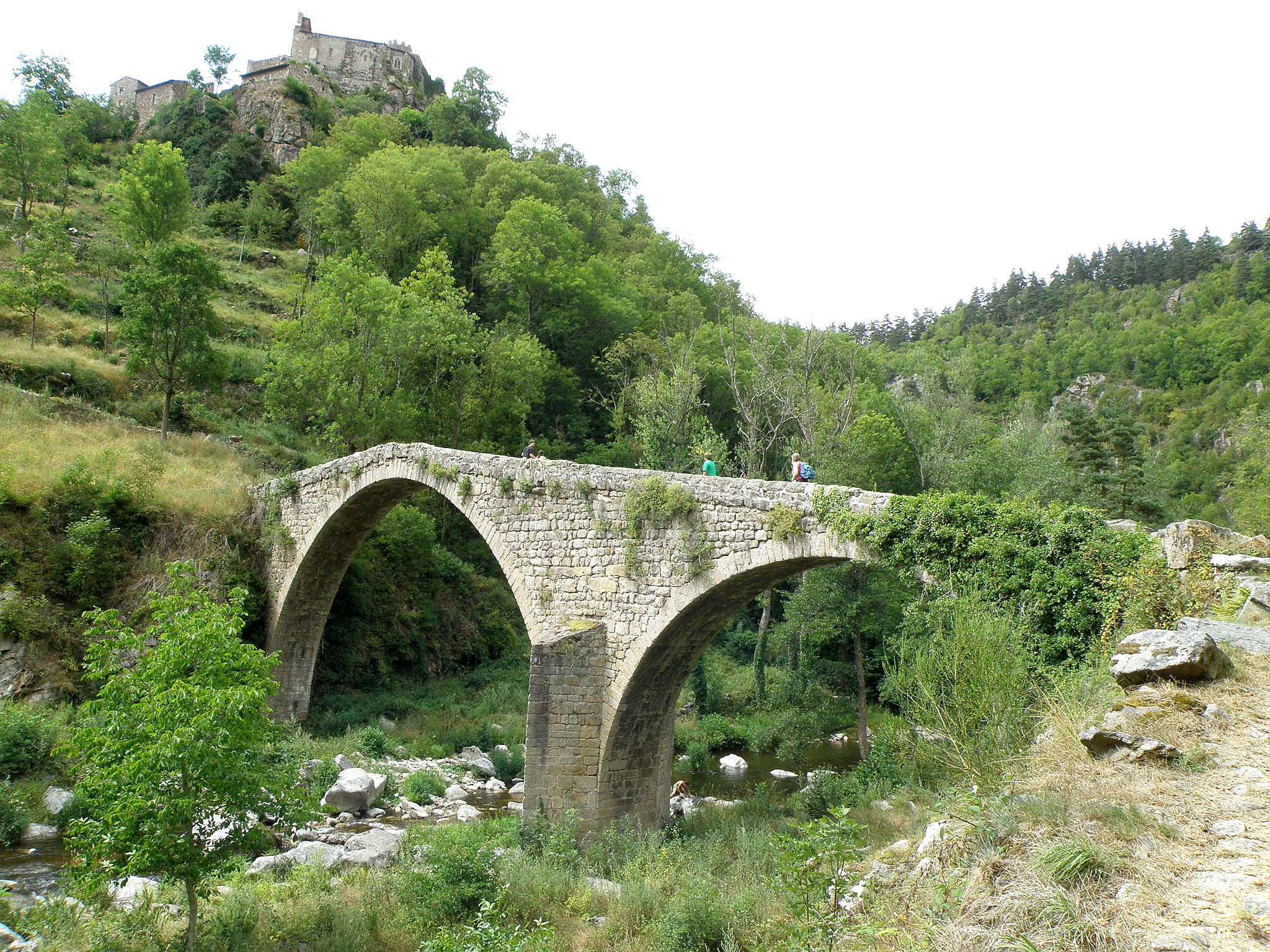
Pont du Diable.

Le pont du Diable, qui permet de franchir l’Ance et desservait le château tant du point de vue militaire que commercial, remonte selon toute vraisemblance au XIIe siècle  et ne semble pas avoir subi de remaniement important depuis. D’une longueur totale de 50 mètres, il se compose de deux arches en plein-cintre, dont la plus élevée atteint 15 mètres de haut, qui s’appuient sur une pile centrale dotée d’avant-becs arrivant à mi hauteur. Sa largeur totale (y compris parapets) est d'environ 2,80 mètres, laissant une voie de passage de deux mètres seulement, pavée de grandes dalles irrégulières en granit.

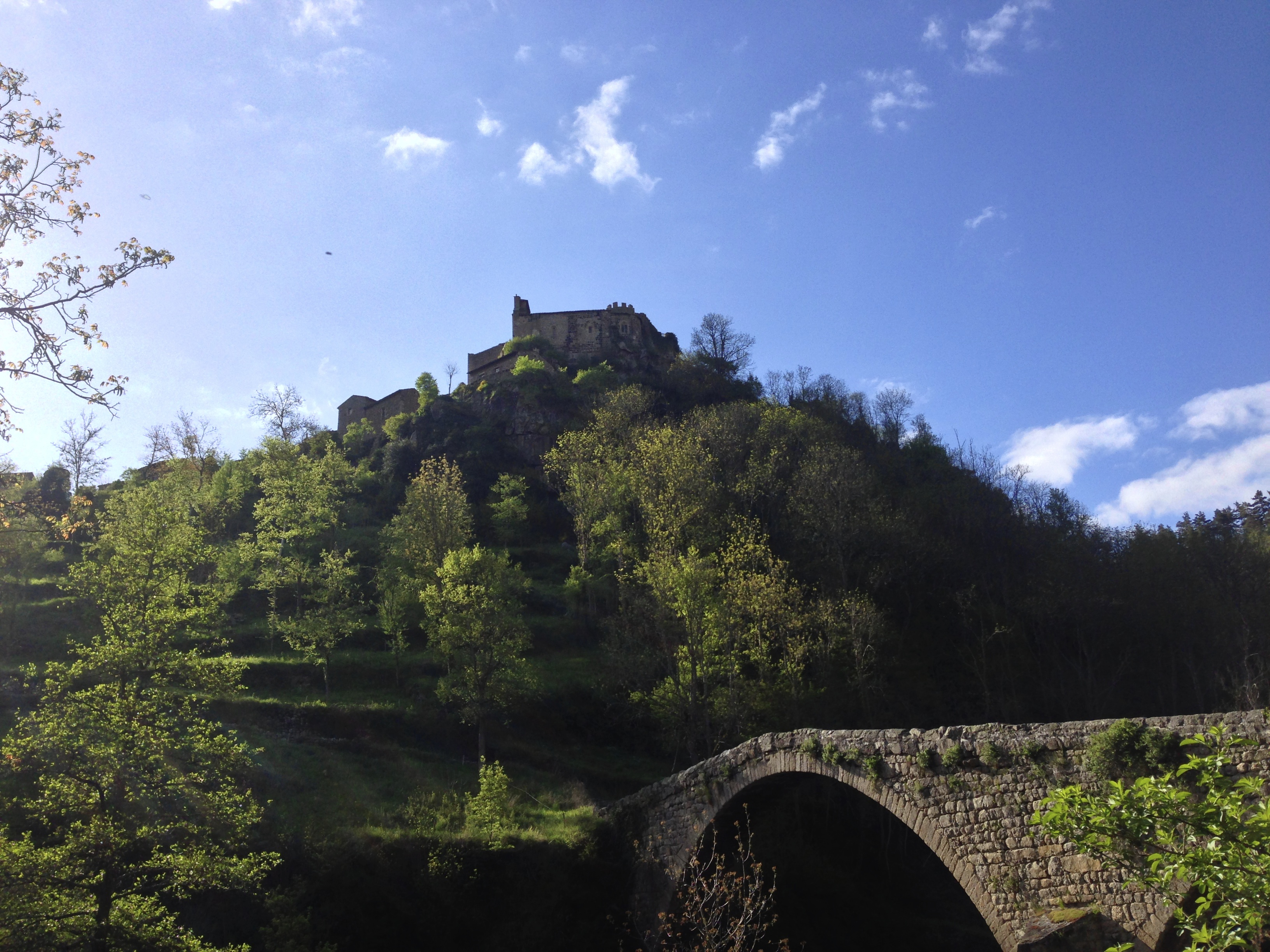
Prise de vue en mai 2013

### Pont de Bounery

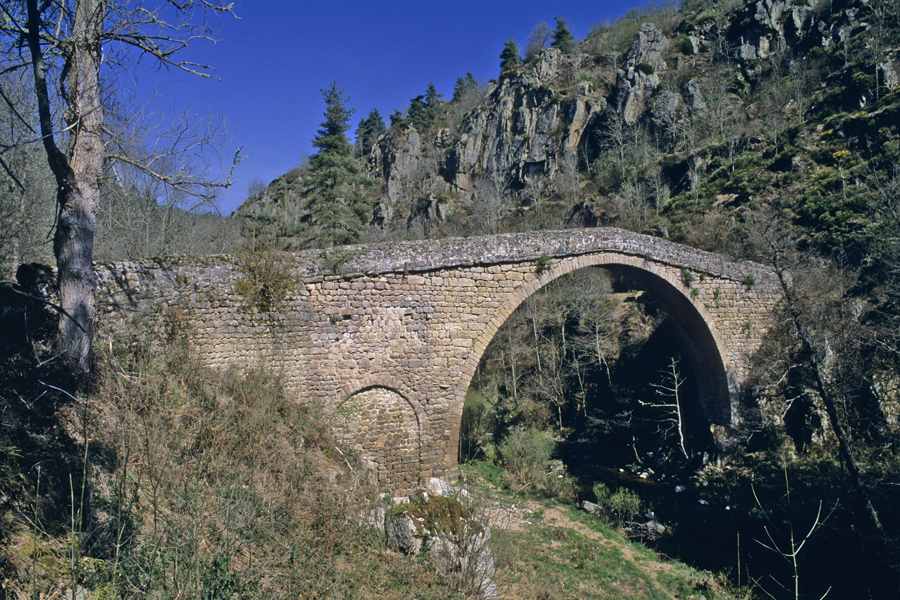
Pont de Bounery.

Ce pont d’une seule arche, situé sur le chemin de Saint-André-de-Chalencon à Tiranges, à quelque 700 mètres en amont du pont du Diable, fut sans doute, comme celui-ci, construit pour desservir le château de Chalencon, duquel pourtant il n’est pas visible. Certains éléments donnent à penser que sa construction est plus récente que celle du pont du Diable et doit être située au XVe siècle.

## Roches à bassins
Des pierres à cupules sont visibles à droite de la route en arrivant au village, elles ont été étudiées par plusieurs spécialistes dont Albert Boudon-Lashermes.